# Ultramuntanisme
Ultramuntanisme és un terme utilitzat per referir-se a l'integrisme catòlic, és a dir, aquelles persones o grups catòlics que sostenen posicions tradicionalistes i clericalistes, apegades a la línia doctrinal anterior al Concili Vaticà II. L'adjectiu atributiu és ultramuntà.
El terme té el seu origen en l'adjectiu ultramontano, pel qual els italians solien referir-se a aquells que van néixer a França i Alemanya durant l'edat mitjana. Ultramuntà significa «més enllà de les muntanyes», en referència als Alps que separen a Itàlia i el Vaticà, quan havia estat triat un papa d'una regió no italiana a aquest se'l solia anomenar "Papa ultramuntà". Inicialment la paraula va començar a utilitzar-se per referir-se a persones o regions «molt catòliques» o «fidelment catòliques». Després de la Reforma Protestant del (segle xvi) el terme va començar a ser utilitzat en to pejoratiu, per referir-se als cristians subjectes a l'autoritat del Papa i durant la Il·lustració del (segle xviii) als qui eren partidaris dels privilegis del Vaticà en contra de les polítiques nacionalistes religioses que portaven endavant França, Alemanya i altres països europeus que transitaven cap a la democràcia liberal. A la Revolució Francesa (1789), el terme va ser utilitzat per referir-se al tipus d'Estat catòlic anterior a la revolució, frontalment oposat al nou Estat laic totalment separat de l'església i amb plena llibertat de consciència, que va emergir de la Revolució Francesa.
El sacerdot alemany Franz Xavier Kraus sostenia el 1908 que «un ultramuntà és qui posa la idea de l'Església sobre la de religió»
S'atribueix com triomf de l'ultramuntanisme la confirmació del Syllabus Errorum i la resolució del Concili Vaticà I que va establir la infal·libilitat pontifical i la jurisdicció universal suprema del papa sobre els catòlics del món. Aquest s'ha vinculat de manera interpretativa amb el franquisme, l'antifeminisme, l'antisemitisme i l'anticomunisme. En general assumeix una posició reticent enfront de la democràcia i els drets dels ciutadans, si no contrària. Als països en què la majoria de la població és catòlica, l'ultramontanisme es vincula amb la ideologia conservadora i anticièntifica.